# Список митрополитів Київських
Митрополит Київський — православний і греко-католицький титул і посада предстоятеля Київської митрополії.

## Митрополити Київські та всієї Русі від Хрещення Русі до переїзду на північ
Митрополити Київські і всієї Русі — предстоятелі Київської митрополії в складі Константинопольської православної церкви:
- Михаїл I (988–992) вигаданий
- Леонтій (992–1008) вигаданий
- Теофілакт (988— перед 1018)[1]
- Іоанн I (1018–1035)[1]
- Олексій (1020-ті роки) вигаданий
- Феопемпт (1035–1049)[1]
  - Кирило (1039–1051) вигаданий
- Іларіон Київський (1051–1054)[1]
- Єфрем I (1055–1065)[1]
- Георгій (1065–1076)[1]
- Іоанн II (до 1077–1089)[1]
- Іоанн III (грек) (1090–1091)[1]
- Єфрем ІІ Переяславський (1091–1097) ??
- Миколай (1093–1104)[1]
- Никифор I (1104–1121)[1]
- Микита (1122–1126)[1]
- Михаїл I (1130–1145)[1]
- Климент Смолятич (1147–1155)[1]
- Костянтин I (1156–1159)[1]
- Феодор (1160–1163)[1]
- Іоанн IV (1164–1166)[1]
- Костянтин II (1167–1170)[1]
- Михаїл II (1171–?) [1]
- Никифор II (1183–1201)[1]
- Матфей (1210–1220)[1]
- Кирило I (1224–1233)[1]
- Кирило (1233–1236) вигаданий
- Йосиф (1236–1240)[1]
- Петро Акерович (1241–1246)
- Кирило II (1242–1281)[1]
- Никифор ІІІ (1281–1283)

## Митрополити Київські та всієї Русі з осідком у Володимирі-на-Клязьмі та Москві
Митрополити Київські і всієї Русі — предстоятелі Київської митрополії в складі Константинопольської православної церкви, що мали осідок у Володимирі-на-Клязьмі та Москві й були під владою ординських ханів (царів) та Володимиро-Суздальських, а згодом Московських князів:
- Максим (1283–1305)[1]
- Петро Ратенський (1308–1326)[1]
- Феогност (1328–1353)[1]
- Олексій Бяконт (1354–1378)[1]
- Кипріан (1375–1382)[1]
  - Михаїл Митяй (1378–1379)[1], наречений митрополитом, не рукопокладений
  - Пимен (1380–1384)[1]
- Діонісій I (1384–1385)[1]
- Кипріан (1390–1406)[1]
- Фотій (1408–1431)[1]
- Ісидор (1433–1458)[1]
- Іона Одноушев (1442–1461)[1], не був затверджений Константинопольською православною церквою

## Митрополити Київські та всієї Русі (Київські та Литовські) у Великому князівстві Литовському
Митрополити Київські і всієї Русі (Київські і Литовські) — предстоятелі Київської (Литовсько-Руської) митрополії в складі Константинопольської православної церкви, поставлені для західноруських земель, що перебували під владою Великого князівства Литовського, Руського і Жемайтійського:
- Теофіл (1330–1353)
- Теодорит (1351–1354), не визнавався Константинопольською православною церквою, висвячений в Болгарії
- Роман (1354–1362), митрополит Київський і Литовський
- Кипріан (1375–1406), у 1375–1378 та у 1382–1390 роках був митрополитом Київським і Литовським (а не Київським і всієї Русі)
- Григорій I (1415–1419)[1], митрополит Київський і Литовський, не був затверджений Константинопольською православною церквою
- Герасим (1433–1435)[1]

## Митрополити Київські, Галицькі та всієї Русі з часу відриву Московської митрополії до Берестейської унії
Митрополити Київські, Галицькі і всієї Русі — предстоятелі Київської митрополії в складі Константинопольської православної церкви, утвореної в 1459 році після відриву Московської митрополії від Константинопольської церкви:
- Григорій II Болгарин (1458–1472)[1]
- Мисаїл Пструч (1474–1477)[1], не був затверджений Константинопольською православною церквою
  - Спиридон (1476–1503)[1], затверджений Константинопольською православною церквою, не прийнятий ні у Великому князівстві Литовському, ні в Москві
- Симеон (1477–1488)[1]
- Іона I Глезна (1482–1492)[1]
- Макарій I (1495–1497)[1]
- Іосиф I Болгаринович (1498–1501)[2][1]  - Енциклопедія Історії України містить суперечливу інформацію, в одній статті не згадується зовсім в іншій інформація присутня
- Іона II (1503-1507 або 1520–1526)[3][1] - Енциклопедія Історії України містить суперечливу інформацію, в одній статті роки служіння вказані як 1503-1507, в іншій як 1520-1526
- Іосиф II Солтан (1507-1522 або 1500–1519)[4][1] - Енциклопедія Історії України містить суперечливу інформацію, в одній статті роки служіння вказані як 1507-1522, в іншій як 1500-1519
- Іосиф III Русин (1522-1534 або 1526–1535)[5][1] - Енциклопедія Історії України містить суперечливу інформацію, в одній статті роки служіння вказані як 1522-1534, в іншій як 1526-1535
- Макарій II Московитянин (1535–1555)[1]
- Сильвестр Белькевич (1556–1568)[1]
- Іона III Протасевич (1568–1577)[1]
- Ілля Куча (1576–1579)[1]
- Онисифор Дівочка (1583–1588)[1]
- Михайло Рогоза (1589–1596)[1]

## Митрополити Київські від Берестейської унії до 1918
Традиційно Лазар Баранович позначається, як такий собі "мєстаблюстітєль" Київської митрополії, будучи архієпископом Чернігівським, але у Статтях для заспокоєння руського народу Чернігівська епархія у Київській митрополії не згадується. Баранович також був учасником Святого Синоду Московського Патріархату.
Після Андрусівського перемир'я 1667 року Київська митрополія виявилася розділеною. Митрополича кафедра опинилася у кордонах Московського царства разом з єпархією Могилівською і Оршанською, тоді як Львівська, Перемиська та Луцька єпархії опинилися відокремлиними від метрополії і керувалися фактично Львовом або єпископом Перемишля Антонієм.
| Православні митрополити | Унійні митрополити |
| --- | --- |
| Митрополити Київські, Галицькі і всієї Русі — предстоятелі Київської митрополії в складі Константинопольської православної церкви, відновленої у 1620 році: - Іов Борецький (1620–1631) - Ісая Копинський (1631–1633) - Петро Могила (1633–1647) - Сильвестр Косів (1647–1657) - Лазар Баранович (1657) — архієпископ Чернігівський і Новгород-Сіверський, місценаглядач Київської митрополії - Діонісій Балабан (1657–1663) - Методій Филимонович (1661–1663) — єпископ Мстиславський, місценаглядач Київської митрополії; висвячений в Москві, не визнавався Константинопольською церквою, однак де-факто управляв лівобережними єпархіями митрополії - Лазар Баранович (1659–1661) — архієпископ Чернігівський і Новгород-Сіверський, місценаглядач Київської митрополії - Йосип Нелюбович-Тукальський (1664–1676) - Антоній Винницький (1679-?) - Лазар Баранович (1680–1681) — архієпископ Чернігівський і Новгород-Сіверський, місценаглядач Київської митрополії - Панкратій (1681–1699) - Епіфаній (1724–1735) — єпископ Чигиринський                                 | Митрополити (архієпископи) Київські, Галицькі і всієї Русі — предстоятелі унійної Руської митрополії в складі Католицької церкви від Берестейської унії до заборони унійної церкви в Російській імперії Катериною II: - Михайло Рогоза (1596–1599), митрополит - Іпатій Потій (1599–1613), митрополит - Велямин Йосип Рутський (1613–1637), митрополит - Рафаїл Корсак (1637–1642), митрополит - Антоній Селява (1642–1655), митрополит - Гавриїл Коленда (1655–1674), митрополит - Кипріан Жоховський (1674–1693), митрополит |
| Митрополити (архієпископи) Київські, Галицькі і всієї Малої Русі — предстоятелі Київської митрополії в складі Московської церкви та Православної російської церкви (Відомства православного сповідання): - Гедеон Святополк-Четвертинський (1685–1690), митрополит - Варлаам Ясинський (1690–1707), митрополит - Йоасаф Кроковський (1708–1718), митрополит - Варлаам Ванатович (1722–1730), архієпископ - Рафаїл Заборовський (1731–1747), митрополит - Тимофій Щербацький (1748–1757), митрополит - Арсеній Могилянський (1757–1770), митрополит | - Лев I Слюбич-Залевський (1694–1708), митрополит - Юрій Винницький (1708–1713), митрополит - Лев II Кішка (1714–1728), митрополит - Атанасій Шептицький (1729–1746), митрополит - Флоріян Гребницький (1748–1762), митрополит - Пилип Феліціян Володкович (1762–1778), митрополит |
| Митрополити (архієпископи) Київські та Галицькі — предстоятелі Київської митрополії (на правах єпархії) в складі Православної російської церкви (Відомства православного сповідання): - Гавриїл Кременецький (1770–1783), митрополит - Самуїл Миславський (1783–1796), митрополит - Ієрофей Малицький (1796–1799), митрополит - Гавриїл Банулеско-Бодоні (1799–1803), митрополит - Серапіон Александровський (1803–1822), митрополит - Євгеній Болховітінов (1822–1837), митрополит - Філарет Амфітеатров (1837–1857), митрополит - Ісидор Нікольський (1858—1860), архієпископ - Арсеній Москвін (1860–1876), архієпископ - Філофей Успенський (1876–1882), митрополит - Платон Городецький (1882–1891), митрополит - Іоаннікій Руднєв (1891–1900), митрополит - Сильвестр (Мальованський Стефан Васильович) (1900-1900), керував кафедрою - Феогност Лебедєв (1900–1903), митрополит - Флавіан Городецький (1903–1915), митрополит - Володимир Богоявленський (1915–1918), митрополит - Никодим Кротков (1918), єпископ Чигиринський, тимчасовий керівник Київської єпархії | - Лев III Шептицький (1778–1779), митрополит - Ясон Смогожевський (1780–1788), митрополит - Теодосій Ростоцький (1788–1805), митрополит 1795 року наказом імператриці Катерини ІІ Теодосій Ростоцький був затриманий у Петербурзі під домашнім арештом. Його наступники також були повністю залежні від російської влади, не були визнані Папою Римським. - Іраклій Лісовський (1806–1809), архієпископ - Григорій Коханович (1809–1814), архієпископ - Йосафат Булгак (1814–1838), архієпископ 24 лютого 1807 р. Папа Римський Пій VII підписав буллу In universalis Ecclesiae regimine, якою відновив Галицьку митрополію, затвердив номінанта і визнав за ним усі права, що ними користувалися Київські митрополити. Титул предстоятеля став митрополит Галицький, архієпископ Львівський. |

## Митрополити Київські та Галицькі Української автономної православної церкви (1918–1921)
Митрополити Київські та Галицькі — предстоятелі Української автономної православної церкви в складі Російської православної церкви, що існувала з 1918 до 1921 року:
- Антоній Храповицький (1918–1919)[1]
  - Назарій Блінов (1919–1921)[1], єпископ Черкаський, місценаглядач митрополичого престолу

## Митрополити Київські та всієї України Української автокефальної православної церкви (1919–1937)
Митрополити Київські та всієї України — предстоятелі Українська автокефальна православна церква, що діяла на території України з 1919 до 1937 року:
- Василь Липківський (1921–1927)[1]
- Микола Борецький (1927–1930)[1]
- Іван Павловський (1934–1936)[1]

## Митрополити Київські та Галицькі Української синодальної церкви
Митрополити Київські та Галицькі — предстоятелі Української синодальної (обновленської) церкви, що діяла на території України з 1925 до 1946 року:
- Інокентій Пустинський (1924–1929)

## Митрополити (архієпископи) Київські та Галицькі Українського екзархату РПЦ
Митрополити (архієпископи) Київські та Галицькі — предстоятелі Київської єпархії Українського екзархату в складі Російської православної церкви:
- Михаїл Єрмаков (1921–1924;1927-1929)[1]; у 1921–1924 — єпископ Гродненський і Берестейський, керівник Київської єпархії; у 1927–1929 — митрополит Київський, екзарх України
  - Георгій Делієв (1923–1930)[1], єпископ Богуславський (згодом — єпископ Таращанський), тимчасовий керівник Київської єпархії
  - Сергій Куминський (1925–1930), єпископ Бершадський, тимчасовий керівник Київської єпархії
- Димитрій Вербицький (1930–1932)[1], архієпископ
- Сергій Гришин (1932–1934)[1], архієпископ
- Костянтин Дяков (1935–1937)[1], митрополит, екзарх України
  - Олександр (Петровський Олександр Феофілович)(1937–1938)[1] - тимчасово управляв єпархією
- Миколай Ярушевич (1941-1942)[1], митрополит, екзарх України
- Іоанн Соколов (1944–1964)[1], митрополит, екзарх України
- Іоасаф Лелюхін (1964–1965)[1], митрополит, екзарх України
  - Аліпій Хотовицький (1966)[1], архієпископ Вінницький і Брацлавський, тимчасовий керівник Київської єпархії
- Філарет Денисенко (1966–1990)[1], архієпископ, з 1968 — митрополит, екзарх України

## Митрополити Київські періоду незалежності України
| Предстоятелі УПЦ Московського патріархату | Предстоятелі автокефальної Української Православної Церкви (ПЦУ)           | Предстоятелі УАПЦ (1990-2018)                                                                                      | Предстоятелі Української греко-католицької церкви                                                                             |
| --- | -------------------------------------------------------------------------- | --- | --- |
| З титулом Митрополит Київський і всієї України - Філарет Денисенко (1990–1992) - Володимир Сабодан (1992–2014) З титулом Митрополит в Києві: - Онуфрій Березовський (з 2014, ) | З титулом Митрополит Київський і всієї України - Епіфаній Думенко (з 2018) | З титулом Митрополит Київський і всієї України - УАПЦ - Мефодій Кудряков (2000–2015) - Макарій Малетич (2015–2018) | З титулом Верховний архієпископ Києво-Галицький, Митрополит Київський - Любомир Гузар (2005–2011) - Святослав Шевчук (з 2011) |

## Митрополити Київські і всієї України автокефальної Православної Церкви України
- Епіфаній Думенко (з 2018)